# Daniel Pearl (direttore della fotografia)
Daniel Pearl (New York, 21 settembre 1949) è un direttore della fotografia statunitense.

## Filmografia
- Non aprite quella porta (The Texas Chain Saw Massacre), regia di Tobe Hooper (1974)
- Non aprite quella porta (The Texas Chainsaw Massacre), regia di Marcus Nispel (2003)
- Aliens vs. Predator 2 (Aliens vs. Predator: Requiem), regia dei Fratelli Strause (2007)
- Venerdì 13 (Friday the 13th), regia di Marcus Nispel (2009)
- The Boy, regia di William Brent Bell (2016)
- Mom and Dad, regia di Brian Taylor (2017)